# Calendrier bengali
Le calendrier bengali (বঙ্গাব্দ) est un calendrier solaire utilisée au Bangladesh et dans les États du Bengale-Occidental, Assam et Tripura en Inde orientale. L'année commence le jour de Pôhela Boishakh, qui correspond au 14 avril (au Bangladesh) ou au 15 avril (en Inde).
L'année en cours est : 1432.

## Histoire
Avant l'introduction du calendrier bengali à l'époque médiévale, les taxes agricoles et foncières ont été collectées selon le calendrier islamique hégirien. Cependant, comme le calendrier hégirien est un calendrier lunaire, l'année agricole n'a pas toujours coïncidé avec l'année fiscale. Par conséquent, les agriculteurs ont eu du mal à payer des taxes hors saison. Afin de rationaliser la collecte des impôts, l'empereur Mughal Akbar, qui a régné de 1556 jusqu'en 1605, a ordonné une réforme du calendrier. En conséquence, Amir Fatehullah Shirazi, érudit réputé de l'époque et astronome royal, a formulé un nouveau calendrier basé sur les calendriers hégirien (lunaire) et hindou (solaire). Le calendrier Bangla résultant a été introduit après la saison de récolte lorsque la paysannerie serait dans une position financière relativement solide. Conformément à la saison de récolte, ce nouveau calendrier a été connu sous le nom de calendrier de récolte, ou ফসলী সন Fôsholi Shôn.
Le nouveau Fôsholi Shôn a été introduit le 10 mars / 11 mars 1584, mais a été daté de l'accession d'Akbar au trône en 1556. La nouvelle année est ensuite connue sous le nom de বঙ্গাব্দ Bônggabdo ou বাংলা সন Bangla Shôn (« année Bengali »).
Dans une interprétation différente, le roi Shashanka de l'ancien Bengale, qui a régné environ entre 600 et 625 de l'ère commune, est crédité du début de l'ère bengalaise[citation nécessaire]. Shashankya était le roi souverain du Bengale au début du septième siècle. Une grande partie des États indiens d'aujourd'hui du Bengale, Bihar et Orissa était sous son royaume. La raison dominante est que l'année ne peut pas commencer comme 963 B.S. (Bangla Shôn) en synchronisation avec 963 de l'hégire. L'ère bengalaise doit avoir commencé avant cela et Akbar a repris ce point. Le point de départ de l'ère bengalaise était placée à 593/594 AD. Au moment du règne d'Akbar en 1556, l'ère bengalaise 963 B.S. avait été synchronisée avec l'époque utilisée par 963 de l'hégire. En raison des avantages pratiques de l'utilisation d'une année solaire, Akbar a commencé à utiliser l'ère bengalaise comme calendrier officiel pour la perception des taxes. En extrapolant plus loin au point de départ de l'ère bengalaise, on pourrait dire qu'il a commencé le lundi 12 avril 594 dans le calendrier julien et le lundi 14 avril 594 dans le calendrier grégorien proleptique.

## Organisation

### Saisons
Le calendrier bengali se décompose en 6 saisons de deux mois chacune : Grishsho (গ্রীষ্ম) ou l'été ; Bôrsha (বর্ষা) ou la saison de la mousson ; Shôrot (শরৎ) ou l'automne ; Hemonto (হেমন্ত) ou la saison sèche ; Šit (শীত) ou l'hiver ; et Bôshonto (বসন্ত) ou le printemps.

### Mois
- বৈশাখ Boishakh d'après l'étoile বিশাখা Bishakha (Balance)
- জ্যৈষ্ঠ Joishţho d'après l'étoile জ্যেষ্ঠ Jeshţho (Scorpion)
- আষাঢ় Ashaŗh d'après l'étoile অষাঢ়া Ôshaŗha (Sagittaire)
- শ্রাবণ Srabon d'après l'étoile শ্রাবণ Srabon (Aigle)
- ভাদ্র Bhadro d'après l'étoile ভাদ্রপদা Bhadropôda (Pégase et Andromède)
- আশ্বিন Ashshin d'après l'étoile অশ্বিনী Ôshshini (Bélier )
- কার্তিক Kartik d'après l'étoile কৃত্তিকা Krittika (Pléiades)
- অগ্রহায়ন Ôgrohaeon d'après l'étoile অগ্রাইহন Agraihon
- পৌষ Poush d'après l'étoile পুশ্য Pushsho (Cancer)
- মাঘ Magh d'après l'étoile মঘা Môgha (Alpha Leonis)
- ফাল্গুন Falgun d'après l'étoile ফাল্গুনী Falguni (Leonis et Beta Leonis)
- চৈত্র Choitro d'après l'étoile চিত্রা Chitra (Alpha Virginis)

### Jours
Le calendrier bengali est basé sur la semaine de sept jours :
- Lundi : সোমবার Shombar d'après সোম Shom
- Mardi : মঙ্গলবার Monggolbar d'après মঙ্গল Monggol
- Mercredi : বুধবার Budhbar d'après বুধ Budh
- Jeudi : বৃহস্পতিবার Brihoshpotibar d'après বৃহস্পতি Brihoshpoti
- Vendredi : শুক্রবার Shukrobar d'après শুক্র Shukro
- Samedi : শনিবার Shonibar d'après শনি Shoni
- Dimanche : রবিবার Robibar d'après রবি Robi

Dans le calendrier bengali, les jours commencent au coucher du soleil, contrairement au calendrier grégorien qui fait débuter les jours à minuit.